# Cyril Asker
Cyril Asker, né le 24 décembre 1985 à Sorgues (Vaucluse), est un ancien combattant professionnel français d'arts martiaux mixtes (MMA). Il combattait dans la catégorie des poids lourds à l'Ultimate Fighting Championship (UFC).
En 2015, il est champion du monde poids lourds à l'Extreme Fighting Championship (EFC).

## Biographie

### Jeunesse
Cyril Asker est dans un premier temps CRS.
En 2006 à 19 ans, il commence le sport à la Bushido Académie à Avignon pour lutter contre son surpoids. Petit à petit, il se passionne pour les arts martiaux mixtes (MMA). À l'académie des frères Schiavo, il apprend la boxe, la lutte et le ju-jitsu.
En parallèle de sa carrière de combattant professionnel d'arts martiaux mixtes, il est commercial dans le garage automobile de son père à Avignon.

### Carrière en arts martiaux mixtes

#### Débuts amateurs et professionnels (2010-2015)
Cyril Asker progresse rapidement et commence ses premiers combats en 2010. Il combat pour la première fois, en amateur contre le Gallois Craig Moulton, lors du Ready to Rage 2010 à Newport, au Pays de Galles. Cyril Asker remporte ce premier combat par soumission au deuxième round,. À la suite de ce combat, il décide de se lancer dans le MMA professionnel. Cependant, à cause de l'interdiction du MMA en France, il rencontre beaucoup de difficulté à trouver des combats. Il est alors obligé d'aller à Dubaï, en Finlande ou encore en Allemagne pour pouvoir combattre,. Malgré son physique souvent plus faible que ses adversaires et ses entraînements dans un petit club français, après ses journées de travail, Cyril Asker arrive tout de même à se faire un nom dans le MMA mondial, notamment lorsqu'il bat l'ancien combattant de l'UFC, Ruan Potts (en), chez lui en Afrique du Sud, à l'occasion de l'EFC 40 en juin 2015.

#### Titre de champion du monde EFC (2015)
Le 3 octobre 2015, Cyril Asker devient champion du monde EFC (Extreme Fighting Championship (en)) dans la catégorie des poids lourds lors de l'EFC 44 à Johannesbourg, en Afrique du Sud. Lors de cet événement, il bat le Sud-africain Andrew van Zyl, double champion du monde EFC, par soumission dès le premier round. Il devient alors le premier français à être sacré champion du monde EFC avant que Manon Fiorot remporte elle aussi ce titre à l'EFC 83 en décembre 2019.

#### Carrière à l'Ultimate Fighting Championship (2016-2018)
Les performances remarquées de Cyril Asker en Afrique du Sud ainsi que son titre de champion du monde lui ont permis de signer, en février 2016, un contrat avec l'Ultimate Fighting Championship (UFC), plus grande organisation de MMA au monde.
Le 10 avril 2016, il fait ses débuts à l'UFC à Zagreb, lors de l'UFC 86 où il affronte l'Américain Jared Cannonier. Pour son premier combat, Cyril Asker s'incline lors du premier round par KO. 
Neuf mois plus tard, Asker combat pour la deuxième fois à l'UFC. Il affronte le Russe Dmitri Smolyakov le 15 janvier 2017, à l'occasion de l'UFC 103. Asker remporte le combat dès le premier round par ko-technique,. Il enchaîne six mois plus tard par un nouveau combat contre l'Américain Walt Harris lors de l'UFC 111, et concède une deuxième défaite (TKO). 
Un quatrième combat était ensuite prévu en novembre 2017, initialement contre l'Anglais James Mulheron, cependant, James Mulheron échoue à un contrôle antidopage de l'agence américaine antidopage (USADA) violant la politique antidopage de l'UFC. Il est donc retiré de l'UFC 122 lors duquel il devait affronter Cyril Asker. James Mulheron est ensuite remplacé par le combattant chinois Hu Yaozong, nouveau venu à l'UFC. Asker remporte ce combat par soumission au deuxième round.
Le 11 février 2018, à l'occasion de l'UFC 221, Cyril Asker affronte l'étoile montante du MMA, l'Australien Tai Tuivasa, alors que six combattants venaient de refuser de combattre Tuivasa « par peur » selon son manager, Zen Ginnen. Finalement, Cyril Asker s'incline dans le premier round par KO. Il s'agit du dernier combat de Cyril Asker puisqu'en mars 2020, l'UFC décide de ne pas le conserver.

## Palmarès en arts martiaux mixtes
Cyril Asker totalise neuf victoires en treize combats (quatre par KO, trois par soumission et deux sur décision) et quatre défaites (trois par KO et une par soumission).
| 13 combats     | 9 victoires | 4 défaites |
| Par KO         | 4           | 3          |
| Par soumission | 3           | 1          |
| Sur décision   | 2           | 0          |

| Résultat | Record | Adversaire        | Méthode              | Événement                                    | Date             | Round | Temps | Lieu                          | Notes                              |
| -------- | ------ | ----------------- | -------------------- | -------------------------------------------- | ---------------- | ----- | ----- | ----------------------------- | ---------------------------------- |
| Défaite  | 9-4    | Tai Tuivasa       | TKO (coups de poing) | UFC 221 - Romero vs. Rockhold                | 10 février 2018  | 1     | 2:18  | Perth, Australie              |                                    |
| Victoire | 9-3    | Yaozong Hu        | Soumission           | UFC Fight Night 122 - Bisping vs. Gastelum   | 25 novembre 2017 | 2     | 2:33  | Shanghai, Chine               |                                    |
| Défaite  | 8-3    | Walt Harris       | TKO (coups de poing) | UFC Fight Night 111 - Holm vs. Correia       | 17 juin 2017     | 1     | 1:44  | Singapour                     |                                    |
| Victoire | 8-2    | Dmitri Smolyakov  | TKO (coups de poing) | UFC Fight Night 103 - Rodriguez vs. Penn     | 15 janvier 2017  | 1     | 2:41  | Phoenix, États-Unis           |                                    |
| Défaite  | 7-2    | Jared Cannonier   | KO (coups de poing)  | UFC Fight Night 86 - Rothwell vs. Dos Santos | 10 avril 2016    | 1     | 2:44  | Zagreb, Croatie               |                                    |
| Victoire | 7-1    | Andrew van Zyl    | Soumission           | EFC - Extreme Fighting Championship 44       | 3 octobre 2015   | 1     | 3:25  | Johannesbourg, Afrique du Sud | Champion du monde EFC poids lourds |
| Victoire | 6-1    | Ruan Potts        | TKO                  | EFC - Extreme Fighting Championship 40       | 6 juin 2015      | 1     | 5:00  | Johannesbourg, Afrique du Sud |                                    |
| Victoire | 5-1    | Ricky Misholas    | Décision (unanime)   | EFC - Extreme Fighting Championship 37       | 21 février 2015  | 3     | 5:00  | Johannesbourg, Afrique du Sud |                                    |
| Victoire | 4-1    | Juha Saarinen     | TKO (coups de poing) | Cage - Cage 27                               | 8 novembre 2014  | 2     | 4:19  | Turku, Finlande               |                                    |
| Victoire | 3-1    | Eugen Buchmueller | Soumission           | Roundhouse MMA - The Beginning               | 6 octobre 2013   | 1     | 0:59  | Berlin, Allemagne             |                                    |
| Défaite  | 2-1    | Karl Moore        | Soumission           | CC 17 - Rooney vs. Philpott                  | 25 mai 2013      | 3     |       | Newry, Irlande du Nord        |                                    |
| Victoire | 2-0    | Peter Tronow      | Décision (unanime)   | MMA Berlin - Tournament 33                   | 16 mars 2013     | 3     | 5:00  | Berlin, Allemagne             |                                    |
| Victoire | 1-0    | Adam Brearley     | TKO (coups de poing) | CWFC - Fight Night 4                         | 16 mars 2012     | 1     | 4:30  | Dubaï, Émirats arabes unis    |                                    |